# Pettingen
Pettingen är en ort i Luxemburg.   Den ligger i distriktet Luxemburg, i den centrala delen av landet, 18 kilometer norr om huvudstaden Luxemburg. Pettingen ligger 218 meter över havet och antalet invånare är 206.
Terrängen runt Pettingen är varierad. Pettingen ligger nere i en dal.  Runt Pettingen är det ganska tätbefolkat, med 149 invånare per kvadratkilometer.. Närmaste större samhälle är Luxemburg, 17,7 kilometer söder om Pettingen. 
I omgivningarna runt Pettingen växer i huvudsak blandskog.